# 13 Scorpii
c2 Scorpii
Pour les articles homonymes, voir c Scorpii.
Désignations
13 Scorpii, (en abrégé 13 Sco) est une étoile binaire de la constellation zodiacale du  Scorpion. Elle porte également la désignation de Bayer de c2 Scorpii, tandis que 13 Scorpii est sa désignation de Flamsteed. Le système est visible à l'œil nu avec une magnitude apparente de 4,57.

## Environnement stellaire
Le système présente une parallaxe annuelle de 6,81 ± 0,16 mas telle que mesurée par le satellite Hipparcos, ce qui permet d'en déduire qu'il est distant d'environ ∼ 480 a.l. (∼ 147 pc) de la Terre.
13 Scorpii est membre du sous-groupe Haut-Scorpion de l'association Scorpion-Centaure, qui est l'association d'étoiles massives de types O et B la plus proche du Système solaire.

## Propriétés
13 Scorpii est un système binaire spectroscopique, c'est-à-dire que ses composantes ne peuvent être résolues individuellement avec un télescope, mais que leur mouvement orbital est mis en évidence par le déplacement, par effet Doppler, des raies spectrales de l'étoile visible. Les deux étoiles tournent l'une autour de l'autre avec une période de 5,780 5 jours et à une excentricité de 0,19.
L'étoile primaire, désignée 13 Scorpii A, est une étoile bleu-blanc de la séquence principale de type spectral B2V âgée de 11 millions d'années. Sa masse est 7,8 fois supérieure à celle du Soleil et elle tourne sur elle-même à une vitesse de rotation projetée de 165 km/s. La luminosité de l'étoile est 3 020 fois supérieure à la luminosité solaire et sa température de surface est de 24 000 K.
Son compagnon, désigné 13 Scorpii B, présente une masse qui est 12 % supérieure à la masse solaire.